# Afrogarypus pseudocurtus
Afrogarypus pseudocurtus är en spindeldjursart som först beskrevs av Volker Mahnert 1982.  Afrogarypus pseudocurtus ingår i släktet Afrogarypus och familjen Geogarypidae. Inga underarter finns listade i Catalogue of Life.